# 二(三甲基硅基)乙炔
二(三甲基硅基)乙炔（BTMSA）是一种有机硅化合物，化学式为Me3SiC≡CSiMe3（Me表示-CH3）。它是晶体，在略高于室温时熔化，可溶于有机溶剂。
它可由乙炔二锂和三甲基氯硅烷反应制得：
HC≡CH   +  2 C4H9Li  →   LiC≡CLi  +  2 C4H10
LiC≡CLi   +  2 Me3SiCl  →   Me3SiC≡CSiMe3  +  2 LiCl